# Idioma siraya
El siraya es una lengua formosana hablada hasta finales del siglo XIX por los indígenas siraya de Taiwán, derivada del proto-siraya. Algunos estudiosos creen que el taivoan y el makatao son dos dialectos del siraya, pero ahora hay más pruebas que demuestran que deberían clasificarse como lenguas separadas.
Varias comunidades siraya llevan más de una década participando en un movimiento de revitalización lingüística y cultiral del siraya. Mediante la investigación lingüística y la enseñanza de idiomas, los nativos están «despertando» su lengua materna ancestral, que ha estado «dormida» durante un siglo. En la actualidad, un grupo de niños siraya del distrito de Sinhua, en Tainan, sobre todo en la zona de Kou-pei y Chiou Chen Lin, son capaces de hablar y cantar en lengua siraya.

## Dialectos
Anteriormente se pensaba que las lenguas sirayaicas incluían tres lenguas o dialectos:
- Siraya propiamente dicho: hablado en la zona costera de la llanura de Tainan.
- Taivoan - hablado principalmente en el interior de la llanura de Tainan, al norte (justo al oeste de los territorios tsouicos meridionales).
- Makatao - hablado en las prefecturas de Kaohsiung y Pingtung al sur (justo al oeste de los territorios Paiwan).

Sin embargo, cada vez hay más pruebas que demuestran que el siraya, el taivoan y el makatao son tres lenguas diferentes, y no tres dialectos:

### Prueba documental
En «De Dagregisters van het Kasteel Zeelandia» (Los registros diurnos del castillo de Zeelandia), escrito por los colonizadores holandeses entre 1629 y 1662, se decía claramente que cuando los holandeses querían hablar con el jefe de Cannacannavo (Kanakanavu), necesitaban traducir del holandés al sinckan (siraya), del sinckan al tarroequan (posiblemente una lengua paiwan o rukai), del tarroequan al taivoan y del taivoan al cannacannavo.
«...... in Cannacannavo: Aloelavaos tot welcken de vertolckinge in Sinccans, Tarrocquans en Tevorangs geschiede, weder voor een jaer aengenomen» - “De Dagregisters van het Kasteel Zeelandia”, pp.6-8

### Prueba lingüística
Una comparación de los numerales de Siraya, Taivoan (dialecto de Tevorangh) y Makatao (dialecto de Kanapo) con la lengua protoaustronesia muestra la diferencia entre las tres lenguas austronesias en el suroeste de Taiwán a principios del siglo XX:
|    | PAn    | Siraya (UM) | Siraya (Gospel) | Siraya (Kongana) | Taivoan (Tevorangh) | Makatao (Kanapo) |
| -- | ------ | ----------- | --------------- | ---------------- | ------------------- | ---------------- |
| 1  | *asa   | sa-sat      | saat            | sasaat           | tsaha               | na-saad          |
| 2  | *duSa  | sa-soa      | ruha            | duha             | ruha                | ra-ruha          |
| 3  | *telu  | tu-turo     | turu            | turu             | tuhu                | ra-ruma          |
| 4  | *Sepat | pa-xpat     | xpat            | tapat            | paha'               | ra-sipat         |
| 5  | *lima  | ri-rima     | rima            | tu-rima          | hima                | ra-lima          |
| 6  | *enem  | ni-nam      | nom             | tu-num           | lom                 | ra-hurum         |
| 7  | *pitu  | pi-pito     | pitu            | pitu             | kito                | ra-pito          |
| 8  | *walu  | kuxipat     | kuixpa          | pipa             | kipa                | ra-haru          |
| 9  | *Siwa  | matuda      | matuda          | kuda             | matuha              | ra-siwa          |
| 10 | *puluq | keteang     | kitian          | keteng           | kaipien             | ra-kaitian       |

En 2009, Li (2009) demostró aún más la relación entre las tres lenguas, basándose en las últimas observaciones lingüísticas que figuran a continuación:
|                                                 | Siraya  | Taivoan | Makatao  | PA        |
| ----------------------------------------------- | ------- | ------- | -------- | --------- |
| Cambio sonoro (1)                               | r       | Ø~h     | r        | < *l      |
| Cambio sonoro (2)                               | l       | l       | n        | < *N      |
| Cambio sonoro (3)                               | s       | r, d    | r, d     | < *D, *d  |
| Cambio sonoro (4)                               | -k- -g- | Ø Ø     | -k- ---- | < *k < *S |
| Cambio morfológico (sufijos para tiempo futuro) | -ali    | -ah     | -ani     |           |

Basándose en el descubrimiento, Li intentó dos árboles de clasificación:
1. Árbol basado en el número de innovaciones fonológicas
- Sirayaico
  - Taivoan
  - Siraya-Makatao
    - Siraya
    - Makatao

2. Árbol basado en la cronología relativa de los cambios de sonido
- Sirayaico
  - Siraya
  - Taivoan-Makatao
    - Taivoan
    - Makatau

Li (2009) considera que el segundo árbol (el que contiene el grupo Taivoan-Makatao) es el más probable.
Lee (2015) considera que, cuando el siraya era una lengua franca entre al menos ocho comunidades indígenas de la llanura suroccidental de Taiwán, el pueblo taivoan de Tevorangh, que ha demostrado tener su propia lengua en «De Dagregisters van het Kasteel Zeelandia», podría seguir necesitando el servicio de traducción de Wanli, una comunidad vecina que compartía un campo de caza común y también una alianza militar con Tevorangh.

## Fuentes

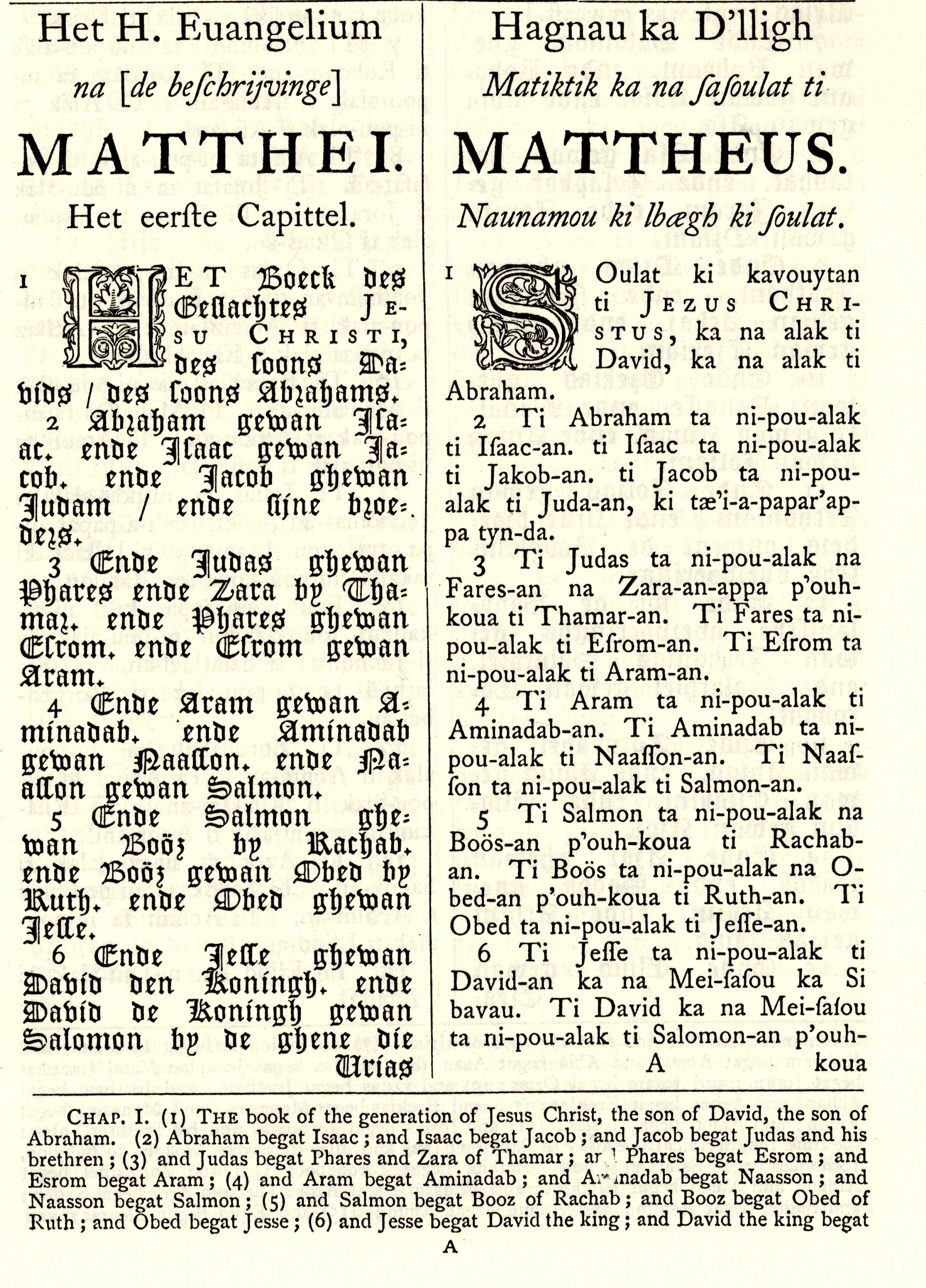
Evangelio de San Mateo en neerlandés, cingalés e inglés. El original en neerlandés y cingalés es de 1661, por Daniel Gravius; el inglés en letra pequeña fue añadido en 1888 por el misionero escocés William Campbell.

## Fonología
Según Adelaar (1997), el sistema fonológico del siraya consta de los siguientes fonemas.

### Consonantes
|             |             | Labial | Alveolar | Palatal | Velar | Glotal |    |
| ----------- | ----------- | ------ | -------- | ------- | ----- | ------ | -- |
| Nasal       | Nasal       | m      | n        |         | ŋ     |        |    |
| Oclusiva    | Oclusiva    | p, b   | t, d     |         | k     |        |    |
| Fricativa   | sorda       | [f]    | s        |         | x     | h      |    |
| Fricativa   | sonora      | v      | z        |         |       |        |    |
| Vibrante    | Vibrante    |        | r        |         |       |        |    |
| Aproximante | Aproximante |        | l        | j       | w     |        |    |
|             |             |        |          |         |       |        | nḡ |

### Vocales
|         | Posterior | Central | Anterior |
| ------- | --------- | ------- | -------- |
| Cerrada | i (ĭ)     |         | u (ŭ)    |
| Media   | e         | ä, ə    | o        |
| Abierta |           | a       |          |

### Diptongos
| *y | *w |
| -- | -- |
| ay | aw |
| ey | äw |
| uy | ow |

La palatalización también ocurre en muchas palabras.

## Gramática
Los auxiliares siraya constituyen una clase abierta y se sitúan a la cabeza de la frase verbal (Adelaar 1997).

### Pronombres
Los pronombres personales siraya que figuran a continuación proceden de Adelaar (1997).
|            |          |          | Libre    | Actor o posesivo  | Tópico  | Oblicuo             |
| ---------- | -------- | -------- | -------- | ----------------- | ------- | ------------------- |
| 1ª persona | singular | singular | ĭau      | -(m)au            | -koh    | ĭau-an              |
| 1ª persona | plural   | excl.    | ĭmi-an   | -(m)ian, -(m)iän  | -kame   | mian-än (mian-an)   |
| 1ª persona | plural   | incl.    | ĭmĭtta   | -(m)ĭtta, -(m)eta | -kĭtta  | ĭmittä-n            |
| 2ª persona | singular | singular | ĭmhu     | -(m)uhu, -(m)oho  | -kow    | ĭmhu-an             |
| 2ª persona | plural   | plural   | ĭmumi    | -(m)umi           | (-)kamu | ĭmumi-än (ĭmumi-an) |
| 3ª persona | singular | singular | teni     | tĭn               | teni    | tĭni-än (tĭni-an)   |
| 3ª persona | plural   | plural   | ta neini | nein              | neini   | neini-än (neini-an) |

### Palabras de función
La lista de palabras de función que figura a continuación procede de Adelaar (1997).

#### Demostrativos
- atta, k(a)-atta: este, estos
- anna, k(a)-anna: ese, esos

#### Interrogativos
- mang: ¿qué?
- ti mang: ¿quién?
- tu mang: ¿dónde?
- mama mang, mama ki mang, mameymang: ¿cómo?
- kaumang: ¿por qué?

#### Marcas de negativo
- assi (también aoussi): no
- ĭnna: no
- nĭnno: nada
- mi-kakua... assi (myhkaqua... assi): nunca
- ĭnnang (ynnang): negarse a, no querer, no

#### Otras palabras
- ti – artículo personal
- ta – marca de tópico
- tu – marcador locativo
- ki – marca de relación predeterminada
- tu ämäx ki – «antes»
- tu lam ki – «junto a»
- ka – conjunción coordinadora (conexión de cláusulas verbales)

### Verbos
La siguiente lista de afijos verbales siraya procede de Adelaar (1997).

#### Afijos
- ni-: tiempo pasado
- ma-, m-, -m-: foco / orientación del actor
- pa-: enfoque/orientación del que sufre
- mey- ~ pey-: verbos orientados al actor y al receptor (utilizados con verbos que describen un alto grado de implicación física)
- mu- ~ (p)u-: verbos orientados al actor y al sujeto (se usan con verbos que describen un movimiento hacia algo)
- ma-: verbos intransitivos estativos; palabras sin afiliación aparente a una clase de palabras (precategoriales)
- paka-: causativo
- pa-: transitivo (a menudo con resultado causativo)
- ka-: expresa sentimiento, emoción, sensación (sólo verbos orientados al sufijo y sustantivos deverbales)
- -ən, -an: foco / orientación del sufragante
- -a, -ey, -aw: irrealis
- -(l)ato: posiblemente un marcador perfectivo

Véase también Lengua protoaustronesia para una lista de afijos verbales protoaustronesios.

#### Clasificadores
Al igual que el bunun y muchas otras lenguas formosanas, el siraya posee un rico conjunto de prefijos clasificadores verbales.
- mattäy- / pattäy-: «hablar, decir»
- smaki-: «lanzar, arrojar»
- sau-: «jurar, hacer un juramento»
- mu-, pu-: movimiento en una dirección determinada
- mey- / pey-: alto grado de implicación física
- sa-: movimiento a través de un lugar estrecho
- taw-: movimiento hacia abajo, movimiento dentro de un espacio reducido

## Numerales
El siraya tiene un sistema numérico de base diez con las siguientes formas:
|       | Cardinal                      | Ordinal                 |
| ----- | ----------------------------- | ----------------------- |
| 1     | saat, sa-saat                 | nawnamu                 |
| 2     | ruha, ru-ruha                 | ka-ra-ruha              |
| 3     | turu, tu-turu                 | ka-ta-turu              |
| 4     | xpat, pa-xpat                 | ka-axpat                |
| 5     | rima, ri-rima                 | ka-ri-rima              |
| 6     | nom, nə-nəm                   | ka-annəm                |
| 7     | pĭttu, pĭ-pĭttu               | ka-pa-pĭttu             |
| 8     | kuixpa                        | ka-kuixpa               |
| 9     | matuda                        | ka-matuda, ka-ma-matuda |
| 10    | saat kĭttiän                  | ka-sasaat kĭttiän       |
|       | Ejemplos de numerales mayores |                         |
| 12    | saat kĭttiän äb ki ruha       |                         |
| 14    | saat kĭttiän äb ki pat        |                         |
| 30    | turu kĭttiän                  |                         |
| 60    | nənnəm kĭttiän                |                         |
| 99    | matuda kĭttiän äb ki matuda   |                         |
| 100   | saat ka-ätux-an               |                         |
| 4,000 | xpat ka-tunnun-an             |                         |
| 5,000 | lima ka-tunnun-an             |                         |

## Ejemplos
El Padre Nuestro (en siraya)
Raman-jan ka ito-tounnoun kow ki vullu-vullum; 

Pakou-titik-auh ta nanang-oho,

Pa-irou-au ta pei-sasou-an- oho,

Paamt-au ta kamoei-en-hou, mama tou tounnoun ki vullum, k'ma-hynna tou Naei

Ph'ei -kame wae'i k'atta ki paoul-ian ka mamsing.

Atta-ral-a ki kaeu-itting-en-hou ymiaen-an, mama ka attaral-kame ta ymiaen ki kaeu-itting-'niaen

Ka inei-kame dmyllough tou repung-an, ra haoumi-ei-kame ki littou.

Ka a'mouhou ta pei-sasou-an, ta pei-lpoug-han, ta keirang-en ki kidi tou yhkaquan myd-darynnough, 

Amen
El Padre Nuestro (en español)
Padre nuestro que estás en el cielo, 

santificado sea tu Nombre;

venga a nosotros tu Reino;

hágase tu voluntad en la tierra como en el cielo.

Danos hoy nuestro pan de cada día;

perdona nuestras ofensas, como también nosotros perdonamos a los que nos ofenden;

no nos dejes caer en la tentación,

y líbranos del mal.

Amén.